# King George n.º 256
King George n.º 256 es un municipio rural canadiense situado en la provincia de Saskatchewan.

## Superficie
King George n.º 256 tiene una superficie de 820,32 km².

## Demografía
En 2021, tenía 178 habitantes, una densidad poblacional de 0,2 hab./km², y 94 viviendas.